# Гесанг
Гесанг (индон.  Gesang), полное имя — Гесанг Мартохартоно (индон. Gesang Martohartono; 1 октября 1917, Суракарта — 20 мая 2010, Суракарта), — индонезийский композитор-песенник, работавший в стиле крончонг.
Родился в семье фабриканта, занимавшегося производством батика. После банкротства отца стал сочинять песни и исполнять их на свадьбах. В 1935 поступил в оркестр «Крончонг Марко», в 1940-е выступал в труппе «Бинтанг Сурабая» («Звезда Сурабаи»), работал на радио.
Наиболее популярные песни — «Бенгаван Соло» (индон. Bengawan Solo) о реке на Яве (1940) и «Платочек» (индон. Sapu Tangan) (1941). Песня «Бенгаван Соло» была хитом в Японии после войны. Её исполняли многие певцы, в том числе популярный в то время Тоси Мацуда.
В Советском Союзе обе эти песни известны в обработке Виталия Гевиксмана. Их с успехом исполняет певица Майя Головня. В Малайзии песню популяризировали П. Рамли и Салома. Что касается песни «Платочек», то её мелодия даже рассматривалась в качестве возможного гимна Малайзии

## Награды
- Орден «За выдающийся вклад в развитие культуры» (индон.  Bintang Budaya Parama Dharma) от президента Индонезии (1992).[6]

## Память
- В Японии существует Фонд Гесанга
- Имя Гесанга носит парк в Суракарте (1983), где ему установлен памятник Фондом Гесанга в Японии